# Mormyridae
Famille
Les Mormyridés (Mormyridae) forment une famille de poissons d'eau douce d'Afrique tropicale et du bassin du Nil. Connus depuis la plus haute Antiquité, on les retrouve représentés sur les fresques et bas-reliefs ornant les tombes des pharaons. Leur représentant le plus connu, grâce à l'aquariophilie, est le poisson-éléphant, Gnathonemus petersii, ainsi nommé à cause de son barbillon mentonnier en forme de trompe. Il en existe 203 espèces réparties en 19 genres. Ils peuvent mesurer jusqu'à 1,5 m de long, mais la majorité ont une taille comprise entre 9 et 50 cm. Ils sont remarquables par la taille de leur cervelet (ou mormyrocerebellum) qui atteint le 50e du poids du corps (le plus gros connu chez les poissons osseux) et qui recouvre une grande partie du reste de l'encéphale, mais aussi par la présence à la base de la queue d'un organe électrique qu'ils utilisent pour percevoir leur environnement en envoyant de légères décharges électriques (entre 5 et 20 V). Les impulsions générées par leur organe électrique sont extrêmement brèves, moins d'une milliseconde, plus courtes qu'un potentiel d'action, et sont répétées à un rythme variable sans interruption de plus d'une seconde. Chaque poisson génère un patron de décharge typique de son espèce, de son âge ou de son sexe, et ce de manière constante sur une journée ou une année.
Une autre particularité, propre à cette famille de poissons, est la présence d'une vésicule auditive, incluse à l'intérieur du labyrinthe de l'oreille interne gauche et droite. Cette vésicule, jointe à un sac à otolithe (sacculum contenant l'otolithe sagitta), lui-même communiquant à la ''lagena'' (contenant l'otolithe ''asteriscus'', est en fait unique chez les Vertébrés, tout à fait indépendante des autres organes: elle n'est ni reliée au labyrinthe auquel n'est solidaire qu'un seul sac à otolithe (l'utricule contenant l'otolithe lapillus, ni reliée à la vessie natatoire (sauf au stade embryonnaire) dont elle a la même structure histologique, ni reliée dès lors au pharynx. 
L'air que la vésicule auditive contient, et qui la maintient gonflée de façon optimale, est alimenté par un vaisseau sanguin dont les globules rouges l'alimentent en oxygène.
Il existe deux groupes de genres de Mormyridae, très différents selon leur morphologie:
- les "poissons-éléphants", (Campylomormyrus, Gnathonemus, Mormyrus) qui possèdent un barbillon mentonnier en forme de trompe, le premier genre possédant même un museau en forme de trompe en plus du barbillon. Ils mesurent entre 10 et 65 cm.
- les "brochets du nil", (Mormyrops, Brienomyrus, Hippopotamyrus, Marcusenius, Petrocephalus, Pollimyrus), qui ont des barbillons de plus petite taille ou l'absence de barbillon. Ils mesurent entre 6 et 150 cm, les "Mormyrops" étant les plus grands et les plus appréciés pour leur chair fine et délicate, sans arêtes gênantes (importance économique évidente); l'un d'eux ayant d'ailleurs été baptisé Mormyrops deliciosus par Leach en 1818, avant de devenir récemment Mormyrops anguilloides (Carl von Linné 1758) par la loi linnéenne de synonymie.

## Particularités des Poissons éléphants

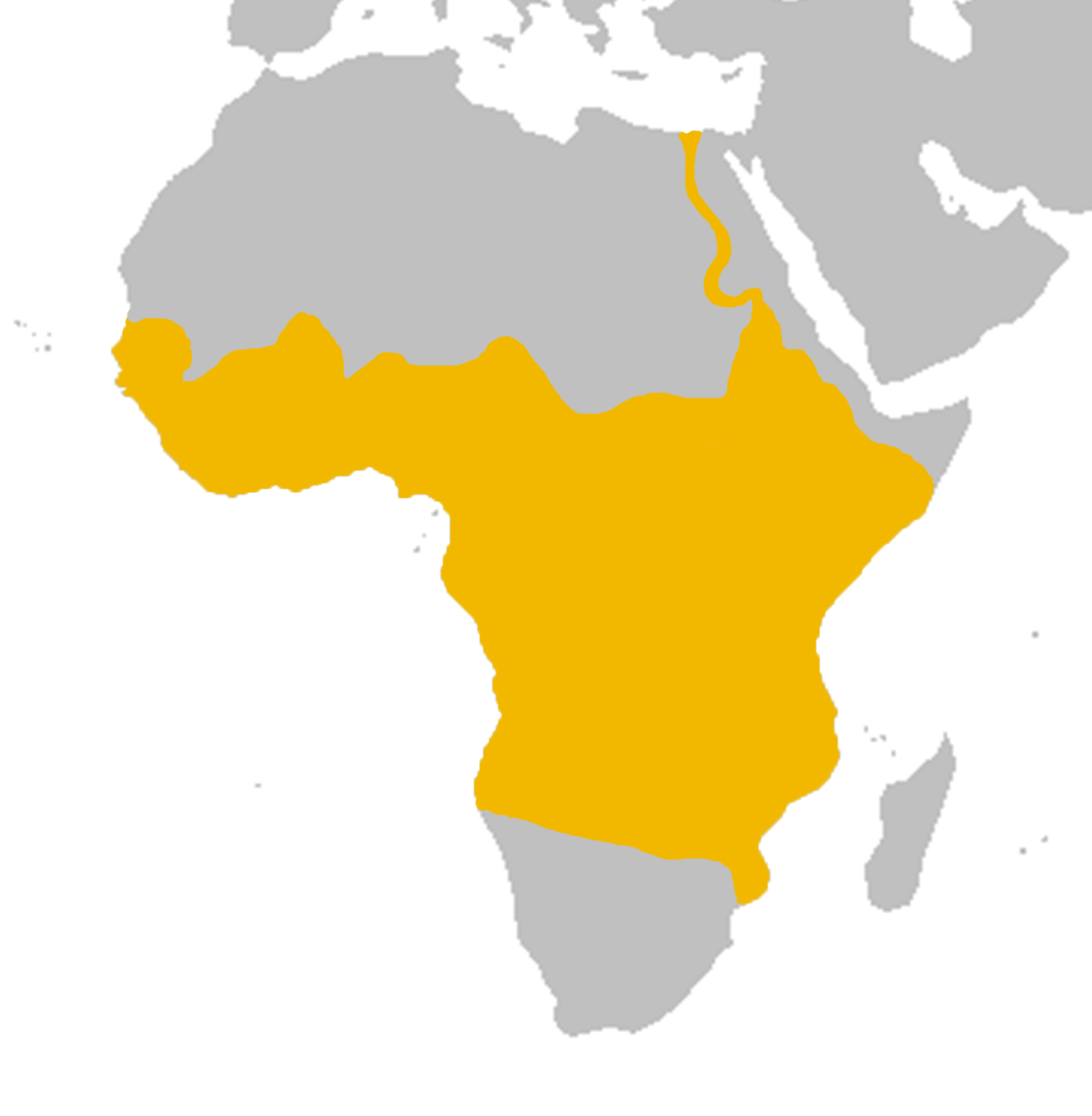
Répartition géographique des Mormyridae

Les poissons-éléphants ont la réputation d'être plus sociaux, solidaires et intelligents que la plupart des autres poissons. Ils disposent de la capacité de produire et analyser un courant électrique faible qui leur est utile pour s'orienter, chercher leur nourriture et communiquer,,,. 
Les organes « émetteurs » (électrogènes) sont situés à la base de la queue. Ils permettent une production active d’électricité qui engendre un champ électrique entourant le poisson. À l'autre extrémité du corps, dans la trompe et dans des organes électro-récepteurs, situés dans toute la partie avant du corps, des cellules permettent la perception passive de ce champ électrique, ainsi que de ceux générés par d’autres poissons ainsi que de toute variation éventuelle de ces champs. Ceci permet à ces poissons de communiquer entre eux, mais aussi de localiser des obstacles, de s'orienter dans l’espace, de détecter des proies, même dans une eau turbide ou en l'absence de lumière.
Ces poissons (et peut-être d'autres « poissons électriques ») peuvent - grâce à cette capacité d'électrolocalisation - finement évaluer les distances et certains volumes (au millimètre près). Ils peuvent aussi obtenir des informations sur les matériaux (ils distinguent bien le plastique du métal par exemple. En laboratoire, on a pu lui apprendre à reconnaître une forme de pyramide, qu'il a facilement distingué d'une forme de cube, aussi bien quand on lui présente une forme pleine que quand on lui présente une forme "en fil de fer (même quand une partie du contour de la structure est manquante) ".
Face à des objets inconnus, il évalue le critère matériaux (en préférant toujours le plastique au métal ("pour sa ressemblance électrique avec la pierre" selon G. Von der Emde). Ils préfère aussi les objets les moins volumineux.

## Le poisson Oxyrhynque

Le poisson Oxyrhynque représenté dans une amulette de la Basse Époque, Museo Egizio, Turin.

On peut le voir représenté dans de nombreuses œuvres d'art égyptiennes ou d'autre origine. Dans la mythologie égyptienne, le dieu Seth tua son frère Osiris puis le coupa en nombreux morceaux mais, avant la renaissance de celui-ci, son pénis aurait été dévoré par ce poisson. L'animal ne peut pas être classé de manière précise, parmi les espèces actuellement connues, mais une des hypothèses est qu'il s'agirait bien d'un Mormyridae. Une figurine d'Oxyrhynque, représentant un de ces poissons sacrés, présente beaucoup des traits distinctifs des Mormyridés : une longue nageoire anale, un espacement important entre les nageoires pelviennes et pectorales et, le plus caractéristique, le nez tourné vers le bas.
| K4 |

| K4 |

## Liste des genres
- Boulengeromyrus Taverne & Géry, 1968
- Brienomyrus Taverne, 1971
- Campylomormyrus (Bleeker, 1874)
- Genyomyrus Boulenger, 1898
- Gnathonemus (Gill, 1863)
- Heteromormyrus Steindachner, 1866
- Hippopotamyrus (Pappenheim, 1906)
- Hyperopisus T. N. Gill, 1862
- Isichthys T. N. Gill, 1863
- Ivindomyrus Taverne & Géry, 1975
- Marcusenius (Gill, 1862)
- Mormyrops (Bleeker, 1874)
- Mormyrus (Linnaeus, 1758)
- Myomyrus Boulenger, 1898
- Oxymormyrus (Bleeker, 1874)
- Paramormyrops Taverne, Thys van den Audenaerde & Heymer, 1977
- Petrocephalus Marcusen, 1854
- Pollimyrus Taverne, 1971
- Stomatorhinus Boulenger, 1898